# Các nguyên lý toán học của triết học tự nhiên
Philosophiæ Naturalis Principia Mathematica (tiếng Latinh nghĩa là Các nguyên lý toán học của triết học tự nhiên), thường gọi ngắn gọn là Principia, là tác phẩm gồm 3 tập sách do Sir Isaac Newton viết bằng tiếng Latinh xuất bản lần đầu vào ngày 5 tháng 7 năm 1687. Sau khi chú thích và hiệu đính tập đầu tiên, Newton cho xuất bản hai tập nữa vào các năm 1713 và 1726. Nội dung của Principia viết về các định luật về chuyển động của Newton thiết lập lên cơ sở của cơ học cổ điển, và về định luật vạn vật hấp dẫn của Newton cùng với lập luận để suy ra ba định luật của Kepler về chuyển động hành tinh (mà trước đó Johannes Kepler đã suy luận ra dựa trên các kết quả thực nghiệm). Principia "được đánh giá cách công minh là một trong những tác phẩm quan trọng nhất trong lịch sử khoa học".
Nhà vật lý và toán học người Pháp Alexis Clairaut đánh giá tác phẩm vào năm 1747: "Quyển sách nổi tiếng Các nguyên lý toán học của triết học tự nhiên đánh dấu kỷ nguyên cách mạng vĩ đại trong vật lý học. Các phương pháp do Sir Newton sử dụng... đã chiếu rọi ánh sáng của toán học vào khoa học mà khi đó vẫn còn nằm trong bóng tối của các phỏng đoán và giả thuyết." Một đánh giá vào thời điểm khi lý thuyết của Newton chưa được chấp nhận hoàn toàn, vào cuối thế kỷ sau khi phát hành lần ấn bản 1687, "không ai có thể từ chối rằng" (ngoài cuốn Principia) "một khoa học đã nổi lên, ít nhất trong phạm vi nó đề cập, vượt qua bất cứ thứ gì trước đó mà nó đứng một mình như là một ví dụ của khoa học tổng quát."
Trong phát biểu lý thuyết vật lý của mình, Newton đã phát triển và sử dụng công cụ toán học mà ngày nay chính là lĩnh vực vi tích phân. Nhưng ngôn ngữ của vi tích phân mà chúng ta biết đến lại hầu như không xuất hiện trong Principia; thực tế Newton đã đưa ra các chứng minh bằng dạng hình học của phép tính vô cùng bé, dựa trên sự triệt tiêu của giới hạn tỷ số các đại lượng hình học vô cùng bé. Trong kết luận của lần ấn bản sửa đổi Principia, Newton nêu ra câu nói nổi tiếng, Hypotheses non fingo ("Tôi không đặt ra các giả thuyết.")